# DFS 346
DFS 346, Samolot 346 – niemiecki rakietowy samolot doświadczalny opracowany pod koniec II wojny światowej w Deutsche Forschungsanstalt für Segelflug (DFS).

## Historia

### II wojna światowa
Projekt naddźwiękowego samolotu doświadczalnego DFS 346 powstał w 1944 roku jako rozwinięcie prac konstrukcyjnych nad samolotem DFS 228 oraz wskutek zapotrzebowania na samolot badawczy, na którym można byłoby w sprawdzić możliwości praktyczne układu skrzydła o skosie dodatnim 45 stopni.
Prace nad samolotem DFS 346 powierzono konstruktorowi, Feliksowi Krachtowi z Niemieckiego Instytutu Badań Szybowcowych (DFS). W 1944 roku opracowano kilka modeli, które badano w tunelach aerodynamicznych w Berlinie i Darmstadt. W listopadzie 1944 roku prace badawcze przeniesiono do zakładów Siebel w Halle, gdzie rozpoczęto przygotowania do budowy prototypów. W maju 1945 roku zakłady Siebel zostały przejęte przez żołnierzy radzieckich. Niezmontowane prototypy DFS 346 oraz niemiecki personel fabryki zostały wywiezione do Związku Radzieckiego.

### Po II wojnie światowej

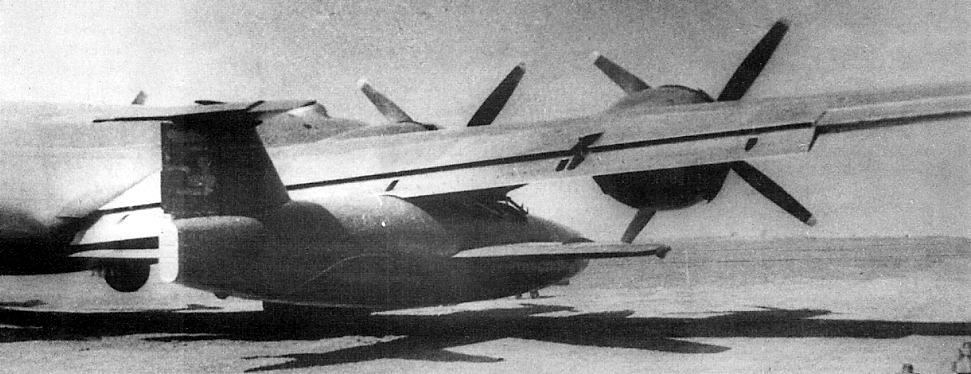
DFS 346 pod samolotem nosicielem

Po zakończeniu II wojny światowej Sowieci kontynuowali prace nad samolotem DFS 346. Niemieccy konstruktorzy wywiezieni do Związku Radzieckiego dokończyli budowę pierwszego prototypu w zakładach OKB-2 w Podberezje. W 1946 roku samolot DFS 346 oznaczony w ZSRR jako Samolot 346 został przetransportowany na podmoskiewski poligon Toplistan. Tam przeprowadzono pierwsze loty ślizgowe oraz rozpoczęto szkolenie pilotów oblatywaczy.
Podczas pierwszego lotu z użyciem silnika rakietowego pilot Wolfgang Ziese miał przekroczyć prędkość dźwięku. Sukces ten spowodował, że Sowieci zdecydowali się na samodzielna budowę jeszcze dwóch prototypów. Powstałe w latach 1948–1951 egzemplarze nie były jednak tak udanymi konstrukcjami, jak pierwowzór. Obie maszyny uległy zniszczeniu w trakcie pierwszego lotu, podczas wyczepiania spod samolotu nosiciela.

## Opis konstrukcji

Przekrój DFS 346

Schemat ewakuacji pilota

Samolot odrzutowy o metalowej, półskorupowej konstrukcji. Wykonany z duraluminium w kształcie cygara. Kadłub samolotu zakończony był dwiema dyszami wylotowymi silników rakietowych oraz statecznikiem pionowym, do którego w trzech czwartych jego wysokości przymocowany był statecznik poziomy. W połowie kadłuba samolotu zamocowane były skrzydła nośne o skosie dodatnim 45 stopni.
W nosie samolotu znajdowała się oszklona, ciśnieniowa kabina pilota, która w przypadku niebezpieczeństwa była odstrzeliwana od reszty kadłuba i pełniła funkcję kapsuły ratunkowej.
W środkowej części kadłuba samolotu znajdowały się zbiorniki na paliwo ciekłe C-Stoff i T-Stoff, a za nimi dwa silniki rakietowe Walter HWK 109-509 B każdy o ciągu 2000 kg (2 × 19,6 kN).
Samolot nie startował samodzielnie. DFS 346 był wynoszony na pułap 10 000 m z pomocą samolotu nosiciela. Według założeń niemieckich miał to być bombowiec Dornier Do 217, do którego DFS 346 miał być przymocowany na grzbiecie podobnie jak DFS 228. Po II wojnie światowej podczas prób w Związku Radzieckim DFS 346 był wynoszony pod prawym skrzydłem samolotu Boeing B-29 Superfortress.

## Zastosowanie bojowe
Projekt niemiecki zakładał wykorzystanie DFS 346 w charakterze szybkiego samolotu rozpoznawczego, który po starcie za pomocą samolotu nosiciela był odczepiany w powietrzu i samodzielnie kontynuował lot. Po wykonaniu zadania samolot miał powracać do bazy lotem ślizgowym i lądować na płozie umieszczonej pod kadłubem.